# Крылов, Александр Викторович
Алекса́ндр Ви́кторович Крыло́в (род. 22 ноября 1968, Москва, СССР) — советский и российский рок-музыкант. Считается  одним из наиболее влиятельных и оригинальных российских бас-гитаристов 1980—1990-х годов, наряду с Аликом Грановским, Анатолием Крупновым и Фёдором Васильевым.
Стал известен своей виртуозной и техничной игрой в московской группе Crownear (Кронер). В составе данного коллектива принимал участие в больших стадионных концертах «Монстры рока СССР» и «Железный Марш».
Играл в таких группах как Аспид, Галактика, Карданный вал, Бони НЕМ, ТРИЗНА, Плющ, Саши, Х.. забей, Чичерина, Крик (Крылов и компания) и др.

## История

### Ранние годы
В ранние (1986—1987) годы Александр Крылов играл на бас-гитаре в известной на тот момент московской техно-трэш-метал группе «Аспид» (не путать с одноименной волгодонской группой).
Также он был участником различных музыкальных проектов с Сергеем «Боровом» Высокосовым (позже «Коррозия металла», ныне «Boroff Band»), Ярославом «Яриком» Кустовым (позже «Кантор», «Мурзилки Мотор Куклес») и Константином «Котом» Селезневым (позже «Тризна», Бони НЕМ, «Фактор страха»).

### «Кронер»
В конце 1987 года Крылов случайно знакомится с Робертом Остролуцким, тот приглашает Александра на репетицию своей группы «Кронер», после посещения которой Крылов принимает предложение стать бас-гитаристом коллектива.
Группа оперативно делает новую «навороченную» программу в стиле хард-кор, — песни со множеством сменяющихся тем, и уже 23 апреля 1988 года дает свой первый концерт.
Летом 1988 года «Кронер» вступает в Московскую рок-лабораторию. Начинается активная концертная деятельность группы.
В 1988 году Александр Крылов записывает с «Кронером» первый магнитоальбом в стиле трэш-метал. Визитной карточкой группы становится его яркая, техничная игра на басу. «Кронер» приобретает статус одного из лидеров т. н. групп «второго эшелона тяжелой музыки».

### «Галактика»
В 1988 году после одного из концертов «Кронера», Александр Крылов получает предложение присоединиться к группе «Галактика». Крылов соглашается и некоторое время участвует с этой группой в поездках по СССР, играя стадионные концерты. Однако из-за отсутствия в «Галактике» должной творческой самореализации, вновь возвращается в «Кронер».

### «Crownear»
В сентябре 1990 года «Кронер» записывает свой второй магнитоальбом на студии Black Bird, демонстрировавший отход от стандартной трэш-метал стилистики в сторону смешения самых различных музыкальных стилей (метал, фанк, джаз-рок). Группа меняет название на «Crownear» и делает шаг в сторону более «мажорного» имиджа.
«Crownear» участвует во множестве сборных концертов, среди которых большие успешные выступления в Зелёном театре Парка Горького и стадионные фестивали «Железный марш».
Вместе с группами т. н. «первого эшелона тяжелой музыки» («Круиз», «Мастер», «Чёрный обелиск», «Ария» и др.) «Crownear» участвует и в масштабных фестивальных шоу «Монстры рока СССР» и «Thrash’em All».
В августе 1991 года «Crownear» записывает на студии SNC свой первый виниловый альбом «Full Moon Fever». Альбом выходит в 1992 году и моментально распродается. SNC допечатывает новый тираж.
По опросам множественных авторитетных изданий (среди которых «Московский комсомолец», «Железный марш», «Rock City» и др.) Александр Крылов регулярно признается одним из лучших бас-гитаристов России. 

«Итак, что такое Кронер образца 1992 года? Первое и самое главное — басист Крылов, или точнее сказать, техника его игры. Это первое, что бросается в глаза и не расстается с вами на протяжении всего альбома».— Журнал ROCK CITY, № 4 1992
В 1992 году группа «Crownear» с Крыловым записывает песню «Mixed Blood» для винилового сборника «металлических» команд «Железный марш-1». В 1993 году эта же песня издается на СD-сборнике «Metal From Russia». На фестивале «Железный марш-5» на неё снимается видеоклип. «Crownear» становится одним из лидеров российской «тяжелой сцены».
Готовится и в черновом виде записывается новая программа «Crownear».

### «Карданный вал»
В 1993 году Александр Крылов в составе группы Кирилла Немоляева «Карданный вал» играет в Москве перед 20000 зрителей, на разогреве у группы «Cannibal Corpse». 
 В дальнейшем сотрудничество Александра Крылова с Кириллом Немоляевым будет активно продолжаться.

### «Крылов-Бодров-Подрезенко»
Летом 1993 года Александр Крылов покидает «Crownear» и вместе с гитаристом Александром Бодровым (принимавшем сессионное участие в записи альбома «Full Moon Fever») и барабанщиком Сергеем «Блудным» Подрезенко (экс «Д. И. В.») организовывает новый многообещающий прогрессив-фанк-джаз-рок проект, имевший рабочее название «Крылов-Бодров-Подрезенко».
После ухода Александра Крылова из «Crownear», в 1993 году газета «Московская правда» публикует с ним большое (на разворот) интервью, в котором Александр подробно рассказывает про причины ухода и делится своими новыми планами. 

Аналогичный материал (только отдельные интервью уже со всеми тремя бывшими участниками группы «Crownear») публикует в 1994 и музыкальный журнал «BlitzkreeG» (№ 1, 1994)
Готовится и в черновом демо-виде записывается новая программа проекта «Крылов-Бодров-Подрезенко». 

Бас-гитарная игра Александра Крылова ещё больше выдвигается на передний план. 

Группа устраивает закрытый концерт для элиты российского шоу-бизнеса того времени, на котором присутствует большое количество известных рок-музыкантов и промоутеров.

С лейблом SNC достигается договоренность о записи и выпуске альбома «Крылов-Бодров-Подрезенко», вокальные партии на котором должны были быть исполнены ведущими рок-вокалистами: Валерием Кипеловым («Ария»), Михаилом Серышевым («Мастер»), Анатолием Крупновым («Чёрный обелиск»), Жаном Сагадеевым («Э. С. Т.»), Владимиром Бажиным («Тяжелый день», «Gain»). 

3 сентября 1994 года группа должна была сесть в студию для окончательной записи альбома, но вследствие форс-мажорных причин это не произошло. Из группы уходит барабанщик Сергей «Блудный» Подрезенко.

### «Саши»
Оставшись вдвоем Крылов и Бодров решают сменить музыкальное направление в сторону фанк-рока и создают проект «Саши». Играют с драм-машиной. Попутно пробуются всевозможные барабанщики и вокалисты, делаются черновые репетиционные записи. 

Весной 1996 года Крылов и Бодров выступают на ведущей российской музыкальной выставке «Музыка-Москва», где знакомятся с талантливым молодым барабанщиком Андреем Кротовым. Проект получает мощный свежий импульс к развитию. Готовится фанк-рок программа. Делаются черновые репетиционные записи. Играются концерты с пробными вокалистами.

### «Бони НЕМ»
Параллельно Крылов, Бодров и Кротов сотрудничают с Кириллом Немоляевым и репетируют программу для нового альбома «Бони НЕМ». Спустя несколько месяцев проект остается без финансирования и разваливается. 

В 1997 году Крылов и Бодров записываются на альбоме «Бони НЕМ» «Мелодии и ритмы зарубежной эстрады. Выпуск 2» (композиция «Fantasy»). Также они участвуют в записях этой группы в качестве «необозначенных» студийных музыкантов.

### «Х.. забей»
В 1997 году Александр Крылов получает предложение от участников культовой группы «Х.. забей» записаться на их новом альбоме. Вживую, без наложений в студии они записывают порядка 23 песен. Запись выпускается под названием «Как лахматка?», однако имя Александра Крылова на ней почему-то отсутствует. Между тем, на этой работе можно услышать очень много музыкальных идей (бас-гитарных тем и риффов) Александра Крылова.

### «Плющ»
К группе «Саши» присоединяются вокалисты Алексей Пашевич (экс «Meskalito Chips») и Сергей «Бланш» Сафронов. Коллектив переименовывается в «Плющ» и обретает более «альтернативное» звучание. Начинаются плотные концерты по московским клубам.
Неожиданно в 1997 из группы уходит барабанщик Андрей Кротов. Некоторое время его подменяет Александр Кудряшов из группы Найка Борзова. 

«Плющ» продолжает активную концертную деятельность. Участвует в «MTV Red Hot Chili Peppers Party». 

Из-за проблем с барабанщиками группа вновь начинает играть с драм-машиной.
В конце 1998 года гитарист Александр Бодров получает предложение присоединится к группе «Жуки» и покидает «Плющ». Александр Крылов формирует новый состав: Александр Крылов — бас, Сергей «Бланш» Сафронов — вокал, Павел «Корнеплод» Герасимов — гитара, Алексей Лобов — барабаны.
Группа записывает «живой» демо-альбом.
На 1999 год состав «Плюща» следующий: Александр Крылов — бас, Сергей «Бланш» Сафронов — вокал, барабаны, Сергей «Мурзилка» Портнов — гитара. Таким составом записывается русскоязычный демо-альбом из пяти песен. После чего Александр Крылов распускает команду.

### «Навсегда»
В 2000 году Крылов со своими друзьями собирает проект «Навсегда», играющий в стиле русского рока. В том же 2000-м на студии Евгения Виноградова Дай-рекордз, группа записывает альбом «Весна». В записи альбома также принимают участие гитаристы Дмитрий Борисенков («Чёрный обелиск») и Александр Бодров («Жуки»). 

Группа играет много клубных концертов. 

В 2001 году «Навсегда» записывают три новые песни, после чего Александр Крылов покидает группу. Не найдя ему достойную замену, «Навсегда» распадаются. 

Александр играет эпизодические концерты с локальными клубными исполнителями.

### «Тризна»
Также в 2001 году в качестве бас-гитариста группы «Тризна» Крылов участвует в концерте 15-летии группы «Чёрный обелиск». Это выступление доступно на видео.

### «Чичерина»
В 2004 году Александр Крылов начинает работать по найму с группой «Чичерина», в составе которой участвует в гастрольных поездках по стране и ряде фестивальных выступлений.

### «Крик (Крылов и Компания)»
В том же 2004 году он организовывает свой новый проект в стиле альтернативного рока «Крик (Крылов и Компания)». В состав группы входят: Александр Крылов — бас-гитара, Юрий Архипенко — вокал (экс «Walkover», ныне «Chronica»), Павел Герасимов — гитара (экс «Плющ»), Владимир Филаткин — барабаны. 

Быстро делается русскоязычная программа и начинаются клубные выступления. 

В 2004 году две песни «Крика» выходят на CD-сборнике «Отбой». («Pro Kozloff», «Supermann») А в 2005 году группа на студии «Чёрный обелиск» заканчивает запись своего полноценного альбома, получившего название «Механизмы».

### Сольная работа
В настоящий момент Александр Крылов работает над своим первым сольным альбомом, в котором упор будет сделан на его яркую бас-гитарную игру.

«Это будет запись вне рамок какого-то стандартного коммерческого продукта, но адресованная всем, кому небезразличны творческое горение, поиск новых форм и личностная самореализация!».— Александр Крылов

## Дискография
| Год выпуска | Группа                   | Альбом                                         | Тип альбома      |
| ----------- | ------------------------ | ---------------------------------------------- | ---------------- |
| 1988        | КРОНЕР                   | Первый магнитоальбом                           | Магнитоальбом    |
| 1990        | КРОНЕР                   | Второй магнитоальбом                           | Магнитоальбом    |
| 1991        | CROWNEAR                 | «Full Moon Fever»                              | Студийный альбом |
| 1992        | V. A.                    | «Железный Марш 1»                              | Сборник          |
| 1993        | V. A.                    | «Metal From Russia»                            | Сборник          |
| 1993        | CROWNEAR                 | Репетиционная запись                           | Демозапись       |
| 1994        | КРЫЛОВ-БОДРОВ-ПОДРЕЗЕНКО | Демо-альбом                                    | Демозапись       |
| 1996        | САШИ                     | Репетиционная запись                           | Демозапись       |
| 1997        | Бони НЕМ                 | «Мелодии и ритмы зарубежной эстрады. Выпуск 2» | Студийный альбом |
| 1997        | Х.. ЗАБЕЙ                | «Как лахматка?»                                | Студийный альбом |
| 1998        | ПЛЮЩ                     | Репетиционная запись                           | Демозапись       |
| 1999        | ПЛЮЩ                     | Демо-альбом                                    | Демозапись       |
| 2000        | ПЛЮЩ                     | Демо-альбом                                    | Демозапись       |
| 2000        | НАВСЕГДА                 | «Весна»                                        | Студийный альбом |
| 2001        | НАВСЕГДА                 | Мини-альбом                                    | Мини-альбом      |
| 2004        | V. A.                    | «Отбой»                                        | Сборник          |
| 2005        | КРИК (КРЫЛОВ И КОМПАНИЯ) | «Механизмы»                                    | Студийный альбом |